# Comuna de Szczucin
Szczucin (polaco: Gmina Szczucin) é uma gminy (comuna) na Polónia, na voivodia de Pequena Polónia e no condado de Dąbrowski. A sede do condado é a cidade de Szczucin.
De acordo com os censos de 2007, a comuna tem 13 360 habitantes, com uma densidade 111,5 hab/km².

## Área
Estende-se por uma área de 119,83 km², incluindo:
- área agrícola: 73%
- área florestal: 12%

## Demografia
Dados de 30 de Junho 2004:
|                      | Total   | Total | Mulheres | Mulheres | Homens  | Homens |
| -------------------- | ------- | ----- | -------- | -------- | ------- | ------ |
|                      | pessoas | %     | pessoas  | %        | pessoas | %      |
| População            | 13 393  | 100   | 6690     | 50       | 6703    | 50     |
| Densidade (pop./km²) | 111,8   | 100   | 55,8     | 55,8     | 55,9    | 55,9   |

De acordo com dados de 2002, o rendimento médio per capita ascendia a 1365,17 zł.

## Comunas vizinhas
- Czermin, Dąbrowa Tarnowska, Łubnice, Mędrzechów, Pacanów, Radgoszcz, Wadowice Górne